# Dům čp. 161 (Štramberk)
Dům čp. 161 stojí na ulici Hraničky ve Štramberku v okrese Nový Jičín. Roubený dům byl postaven v první polovině 19. století. Byl zapsán do Ústředního seznamu kulturních památek ČR před rokem 1988 a je součástí městské památkové rezervace.

## Historie
Podle urbáře z roku 1558 bylo na náměstí postaveno původně 22 domů s dřevěným podloubím, kterým bylo přiznáno šenkovní právo a sedm usedlých na předměstí. Uprostřed náměstí stál pivovar. V roce 1614 je uváděno 28 hospodářů, fara, kostel, škola a za hradbami 19 domů. Za panování jezuitů bylo v roce 1656 uváděno 53 domů. První zděný dům čp. 10 byl postaven na náměstí v roce 1799. V roce 1855 postihl Štramberk požár, při němž shořelo na 40 domů a dvě stodoly. V třicátých letech 19. století stálo nedaleko náměstí ještě dvanáct dřevěných domů.
Původní roubený dům čp. 161 byl postaven v první polovině 19. století. V devadesátých letech 20. století byla postavena kopie roubené části. Objekt je příkladem lidové architektury v původní zástavbě na předměstí Štramberku.

## Stavební podoba
Dům je přízemní částečně roubená stavba obdélníkového půdorysu orientované štítovou stranou k silnici, kolmo do svahu. Je trojdílné dispozice komorovo–chlévního typu. Dům je postaven na vysoké kamenné podezdívce, která vyrovnává svahovou nerovnost a má v přední části sklepní prostory bývalých chlévů s vstupem z levé okapové strany. Dům je rouben z kuláčů, zadní část je zděná. Štítové průčelí je dvouosé s kaslíkovými okny s ozdobným bedněným rámováním. Štít je svisle bedněný s dvěma malými okny, s podlomenicí u paty. Střecha je sedlová kryta štípaným šindelem. Levá dvouosá okapová strana má vzadu zděnou přístavbu (verandu) se vstupem do domu.